# Arcaea
《Arcaea》（中国大陆官方译为）是Lowiro開發的一款三維立體音樂遊戲。遊戲的首個版本於2017年3月9日在App Store與Google Play發布。2023年2月23日，Arcaea下载量突破1200万。
任天堂Switch版本的Arcaea于2021年5月18日上线，支持触控和Joy-Con两种操作方式。

## 游戏系统

### 物件类型
Arcaea拥有4种物件类型，分别为Tap，Hold，ArcTap和Arc，游戏目标在于在物件落到判定面上时接住这些物件。
其中Tap和Hold只会出现在地面的轨道上，ArcTap和Arc有梯形范围限制（存在少数谱面的部分物件超出这一限制）。

### 游戏判定
对于Tap和ArcTap来说，按照其点击时刻与预期时刻的误差由小到大可分为以下3类：PURE，FAR和LOST。
对于Hold和Arc来说，其本质为数个判定点单独判定。若在判定点到达判定面时有符合要求的手指在判定区间内，则获得PURE判定，反之获得LOST判定。
Arc不允许换手。同时，在不开视觉辅助时，Arc的默认手序为左手接蓝色Arc，右手接红色Arc。

### 谱面难度/定数
游戏包含五个难度，分别为：Past，Present，Future，Eternal和Beyond。在游戏内上述五个难度会分别简称为PST，PRS，FTR，ETR和BYD。
一般情况下，每首曲目均拥有Past，Present，Future难度谱面各一张，而少数曲目在移动端拥有Beyond或Eternal谱面。Beyond谱面可能使用不同的音源和/或曲绘，也存在少数曲目的Past，Present，Future难度曲绘有不同。绝大多数曲目的各难度按照Past，Present，Future，Eternal/Beyond顺序难度递增。
每张谱面均有难度标注，范围为1~12级。越高的等级标注一般意味着谱面的难度更大。
在计算潜力值时，会代入细化难度的定数值以计算。定数最多精确至一位小数。部分低等级的定数划分档位相对较少，同时部分高等级则会将定数居于上位的谱面划为“+”等级。存在极少数谱面难度标注与上述规则违背。

### 得分与评级
一局游戏的最终得分由以下两方面构成：
- 基础分：满分为10 000 000，且被均摊至每个判定上。
  - 对于PURE判定，可获得该次判定对应的所有分数。
  - 对于FAR判定，可获得该次判定对应的一半分数。
  - 对于LOST判定，不获得任何分数。

- 奖励分：对于每个Hold/Arc的PURE判定，或每个更为精准的Tap/ArcTap的PURE判定，均可获得1分额外的奖励分。

若一次游玩获得了所有的基础分和奖励分，则该分数被称为“理论值”。

### 搭档
搭档是游玩时携带的角色。每个搭档拥有自己的等级和属性，部分搭档具有技能，也有部分搭档拥有故事。

#### 等级及觉醒相关
绝大多数搭档初始等级为1级，最高可以升级至20级。部分搭档可供觉醒，觉醒后等级最高可升至30级，且立绘发生改变。玩家可通过使用以太之滴或携带搭档游玩World模式给搭档升级。

#### 属性
每个搭档拥有如下3个属性：
- FRAG：决定单次游玩后获取残片加成。
- STEP：决定World模式非Lost Chapter:Beyond章节的步数加成。
- OVER：决定Lost Chapter:Beyond章节的Beyond进度值（仅移动版）。

实际加成倍率为当前的搭档数值的0.02倍。
大多数搭档的属性值随着等级增加而增加，一小部分搭档的一个或多个属性值保持不动，只有一个搭档的属性值随着等级增加而减少。

#### 技能
搭档的技能主要影响游戏玩法，不会对分数造成任何影响。根据通关状态，可以主要分成以下几类技能：
- 普通模式：初始回忆率为0，每获得PURE或FAR可以填充回忆率，而每获得LOST会丢失回忆率。最终曲目完成时回忆率达到70即为通关。
- 简单模式：与普通模式类似，但是LOST丢失回忆率会降低。
- 困难模式；初始回忆率为100，获得LOST会丢失比普通模式多很多的回忆率，而获得PURE或FAR可以填充因LOST丢失的回忆率。若中途回忆率降至0则判定失败；若曲目结束回忆率仍未降至0即为通关。

部分搭档拥有自己独特的回忆槽填充方式/游玩效果，也有部分搭档能够在游玩后奖励一定数量的残片。
部分搭档的技能需要搭档的等级达到一定值或觉醒搭档后才能生效，也有部分搭档在觉醒后和觉醒前拥有不同技能。搭档在觉醒后可以切换至觉醒前的立绘，此时该搭档的技能也会切换至觉醒前的技能。
除了光的技能外，其余搭档的技能必须联网才能使用。

### 潜力值（Potential）
此为用于量化玩家水平的一个数值，需要搭配账号使用。该数值也被作为解锁部分高难度谱面的条件之一。该数值与玩家最近游玩成绩和历史最高成绩有关。
玩家的潜力值显示在顶部头像右下角，且不同的潜力值会使用不同的框体作为背景。玩家也可以在游戏中选择是否展示潜力值。（若选择不展示，游戏会用灰色框体替代显示潜力值的位置）
截至6.0.0，潜力值最大可为13.24。

## 游戏模式

### Music Play
最普通的模式，可不受限制地用于游玩曲目。
游玩后可获得残片，其数值取决于游玩结果，当前搭档的技能和其FRAG值。

### World模式
用于解锁部分曲目，搭档和场景，也可用于获取游戏内道具，需要联网登入账号体验。
该模式拥有多个章节，在每个章节内有一定数量的地图可供选择。
该模式游玩需要消耗体力，体力自然恢复的最高值为12格。游玩不同的地图，使用不同的增益甚至不同的搭档均会消耗不同数量的体力，当体力小于等于当前选项所需体力时禁止玩家进入。
一般情况下，每个地图采用类似阶梯的形式。玩家选择地图进入并游玩曲目结算后，会获得步数奖励，该奖励与游玩结果及搭档的STEP值有关。可以通过在Legacy模式中使用残片或在普通模式中使用记忆源点来提升游玩加成。玩家在此类章节地图进入并游玩曲目结算后，会获得Beyond计量值奖励。
在Lost Chapter:Beyond和Breach Chapter中，完全舍弃了其余章节的阶梯形式地图，改用以百分数呈现的“Beyond计量值”。对于Lost章节，该奖励与游玩结果，该地图对选择搭档加成的“相性契合”值及搭档的OVER值有关；对于Breach章节，该奖励与游玩结果，每个地图独有的“镌刻法则”有关，有时也和搭档的OVER值有关。玩家也可通过使用残片，记忆源点和/或Beyond强化计量条来提升游玩加成。

### 故事模式
由主线故事（Main Story），支线故事（Side Story）和短篇故事（Short Story）构成，需要联网登入账号体验。每个故事都与一个或多个搭档相关。
在购买故事对应的曲包/曲目后，可以通过点击故事对应的图标，并通过相关指引来解禁故事。同时，也可以随时阅读已解锁的故事。
主线故事已于2022年7月14日完结。

### Link Play模式
该模式为一个允许最多4个玩家同时在线游玩的游戏模式。
每个房间拥有一个独一无二的六位房间号，玩家在加入未进行游戏且尚有余位的房间时只可通过输入正确的六位房间号进入房间。
在私人房间下，无法使用房间号加入房间
玩家只能游玩所有玩家共同拥有的歌曲，但是可以游玩该歌曲不同难度。
待所有玩家均完成游戏后，方可进入结算页面。

## 游戏内道具

### 残片
游戏内免费道具，可由World模式或游玩曲目后获得。
在游戏内可用于解锁已购买/免费歌曲谱面。在移动版中也可用于购买世界模式体力，扩充好友数上限，或在Legacy模式地图/Lost Chapter:Beyond/Breached Chapter章节地图获得增益。在Nintendo Switch版中还可以用于升级搭档。

### 记忆源点
游戏内付费道具，可以于官方网站购买，或iOS版使用App Store内购购买。部分情况下官方也可能会免费发放记忆源点。
在游戏内可用于购买曲包/歌曲，购买世界模式体力，改名，或在非Legacy模式地图/Lost Chapter:Beyond章节地图获得增益。
官方曾特别提醒玩家切勿购买第三方商家出售的记忆源点。
曾因为App Store定价问题出现iOS版使用AppStore购买两次510源点比购买一次1020源点便宜的问题。

### 其他道具
- 以太之滴：通常可于购买曲包/单曲时获赠，或于World模式中获得；可用于给搭档升级。

- 核心：可于World模式中获得；可用于觉醒搭档。

- 场景：可于World模式中获得；可用于更改主页背景。

- 次元结晶：可于World模式中获得；可用于段位挑战。

## 收录曲目
截至6.2.3版本，游戏一共收录了441首正式曲目。其中主要包括Arcaea的原创曲目，与其他音乐游戏/艺人组织联动获得的曲目以及通过向曲师购买版权获得的曲目（如BMS活动曲目）。
有的曲目可以免费游玩，而有的曲目则需要购买曲包/单曲且/或达成一定条件才可游玩。存在极少数隐藏曲在解锁前不可见或不显示任何信息。
所有的曲目均被归入光芒侧、纷争侧、消色侧或Lephon侧的任意一个分类，每个分类都与其他分类的游戏页面有些许不同。可以利用特定搭档的技能来切换大部分光芒侧和纷争侧的游戏页面。

## 评价
在手机游戏网站TouchArcade中，Eric Ford认为该游戏拥有一种将欢快的歌曲和传统节奏融合的艺术形式，但是他也提到部分游戏元素可能会潜在地使游戏变难。

## 外部連結
- 官方网站
- Arcaea的X（前Twitter）（英文）
- Arcaea的哔哩哔哩个人空间（中文）
- Arcaea Wiki（页面存档备份，存于）（英文）
- Arcaea Wiki（页面存档备份，存于）（日語）
- Arcaea中文维基（页面存档备份，存于）（中文）